# Eriocaulon liberisepalum
Eriocaulon liberisepalum är en gräsväxtart som beskrevs av Z.X.Zhang. Eriocaulon liberisepalum ingår i släktet Eriocaulon och familjen Eriocaulaceae. Inga underarter finns listade i Catalogue of Life.